# Maskarade
Maskarade (CNW 2) ist eine Oper in drei Akten von Carl Nielsen mit einem Libretto von Vilhelm Andersen, dem eine Komödie von Ludvig Holberg zugrunde liegt. Sie wurde am 11. November 1906 am Königlich Dänischen Theater in Kopenhagen unter der Leitung des Komponisten uraufgeführt.
Diese Oper gilt als Nationaloper Dänemarks. Die temperamentvolle Ouvertüre und das Ballett aus dem dritten Akt (der „Hahnentanz“) werden auch regelmäßig in Konzerten gespielt.

## Handlung

### Erster Akt
Die Handlung spielt im Jahr 1723 in Kopenhagen im Haus von Jeronimus und Magdelone. Nach einem Maskenball am Vortag wachen deren Sohn Leander und sein Diener Henrik verkatert auf. Es ist bereits fünf Uhr nachmittags. Trotzdem will Leander auch heute zum Ball, um die Unbekannte wiederzusehen, in die er sich gestern verliebt und mit der er bereits Ringe getauscht hat. Leider beabsichtigt sein Vater, ihn mit der Tochter Leonards zu verheiraten, die er noch nie gesehen hat. Henrik spielt ihm in einer kleinen Theaterparodie vor, wie Jerominus, Leonard, seine Tochter und der Eherichter auf Leanders Absage reagieren werden. Leander lässt sich jedoch nicht abschrecken, und auch Henrik ist begierig auf den Ball und die schönen Frauen, die er dort treffen wird.
Leanders Mutter Magdelone kommt hinzu. Sie würde ebenfalls gerne zum Ball und fragt Leander, ob dort auch ältere Leute zugelassen sind. Da Leander zweifelt, ob sie überhaupt tanzen könne, führt sie ihm ihre Künste vor. Leander und Henrik sind amüsiert. Die Darbietung wird unterbrochen, als Jeronimus den Raum betritt und seine Frau zurechtweist. Er hält nichts von Maskenbällen, verbietet ihnen, hinzugehen und schickt Magdelone in ihr Zimmer. Dann nimmt er sich Leander und Henrik vor. Während Leander schweigt, verrät Henrik zögernd, dass sich Leander beim Tanz verliebt habe. Wütend wirft Jeronimus Henrik hinaus und verbannt Leander in sein Zimmer.
Jeronimus verflucht den Maskenball. Er erwartet den Besuch Leonards und weiß nicht, wie er ihm die geänderte Lage erklären soll. Dieser hat jedoch dieselben Probleme, denn auch seine Tochter hat sich auf dem Ball anderweitig verliebt. Die beiden kommen überein, ihre Kinder zu ihrem Glück zu zwingen. Jeronimus befiehlt daher seinem Diener Arv, Wache zu halten, damit niemand das Haus verlassen kann. Dann ruft er Leander und Henrik herein, um sie über den gestrigen Ball auszufragen. Henrik erzählt, dass sie von einem älteren Herrn aus Frankfurt am Main oder an der Oder eingeladen worden seien, der zwanzig Sprachen beherrschte: Dänisch, Deutsch, Finnisch, Russisch, Polnisch und Flamenco. Auch sonst sei er sehr gebildet gewesen und konnte viele Instrumente spielen. In diesem dunklen und kalten Land müsse man alles tun, um seine Sorgen zu vergessen, und das ginge am besten beim Tanz auf dem Maskenball. Während Leonard durchaus Verständnis zeigt, will Jeronimus nichts davon hören. Er zwingt seinen Sohn und Henrik, sich bei Leonard zu entschuldigen. Als Leander jedoch auch versprechen soll, am nächsten Tag dessen Tochter zu heiraten, weigert er sich. Daraufhin verbietet Jeronimus ihnen endgültig, zum Ball zu gehen. Im Schlussquintett des ersten Satzes wiederholen Jeronimus, Leonard und Arv das Verbot mit immer stärkeren Drohungen, während Leander und Henrik konsequent widersprechen.

### Zweiter Akt
Es ist acht Uhr abends. Vor dem Haus unterhält sich Arv mit dem Nachtwächter. Nachdem dieser gegangen ist, tritt Henrik als Geist verkleidet aus dem Haus. Er erschreckt Arv und zwingt ihn, seine Sünden zu bekennen. Der gibt zu, einige Lebensmittel aus der Speisekammer gestohlen und die Köchin verführt zu haben. Nun hat Henrik ein Druckmittel. Er gibt sich zu erkennen und verlangt von Arv, unbehelligt zusammen mit Leander aus dem Haus gelassen zu werden. Ansonsten werde er Jeronimus von seinen Verbrechen erzählen.
Nacheinander kommen eine Gruppe Studenten, einige Offiziere und einige Mädchen auf dem Weg zum Theater vorbei und necken Arv. Dann kommt Leonard aus dem Haus, um heimlich den Ball zu besuchen. Arv erzählt er, er sei auf dem Weg nach Hause. Als Nächstes schleichen sich Henrik und Leander hinaus. Henrik erinnert Arv noch einmal an die Köchin, um sicherzustellen, dass er keinen Alarm schlägt. Leonore kommt in einer Kutsche an. Sie trägt einen weißen Schleier – das vereinbarte Zeichen. Leander und Henrik begrüßen sie und ihre Zofe Pernille. Paarweise betreten Leander und Leonore sowie Henrik und Pernille das Theater.
Inzwischen hat Jeronimus bemerkt, dass sein Sohn und Henrik entflohen sind. Auf der Suche nach ihnen verlässt er das Haus und wird prompt vom nun achtsamen Arv aufgehalten. Beide gehen zum Theater, wo sie zunächst vom Pförtner abgewiesen werden, weil sie keine Masken tragen. Während Jeronimus zwei Kostüme kauft, erscheint die maskierte Magdelone. Sie tritt gemeinsam mit Leonard in den Saal. Arv verkleidet sich als Cupido und Jeronimus als Bacchus. So werden sie endlich eingelassen. Der zweite Akt endet mit Marktgeschrei des Kostümverkäufers und dem Ruf des Nachtwächters, der die neunte Stunde ankündigt.

### Dritter Akt
Der dritte Akt spielt im großen Saal des Komödientheaters in der Grønnegade. Der turbulente Ball ist in vollem Gange. Ein Zeremonienmeister sagt die verschiedenen Tänze an. Henrik wird von drei Mädchen neckisch in Empfang genommen, bis er schließlich flieht. Leander (als Hirte) und Leonore (als Blumengöttin) bezeugen sich ihre Liebe und geben sich einander schließlich namentlich zu erkennen. Henrik nähert sich wieder Pernille, und auch sie nennen einander ihre Namen. Die beiden Paare flirten weiter miteinander. Leonard tanzt mit Magdelone, die seine Annäherungen jedoch zurückweist. Da nähert sich der völlig betrunkene Jeronimus auf der Suche nach einer Tänzerin. Die beiden erschrecken, aber Jeronimus erkennt sie nicht. Schließlich findet er die gesuchte Tänzerin und versucht, sich ihr zu nähern. Er wird jedoch von ihr, dem eifersüchtigen Tanzmeister und einigen Studenten zurechtgewiesen und verspottet. Der Zeremonienmeister erscheint als „Corporal Mors“ mit zwei Husaren, die eine große Urne hereintragen, und verkündet das Ende der Scharade. Die Masken werden abgelegt und in die Urne geworfen. Die Anwesenden erkennen einander. Jeronimus ist erstaunt, auch Magdelone und Leonard beim Ball zu erblicken. Zudem stellt sich heraus, dass Leonore die Tochter Leonards und damit Leanders von seinem Vater vorgesehene Verlobte ist. Alle versöhnen sich. Ein fröhlicher „Kehraus“ aller Anwesenden beendet die Oper.

## Aufführungsgeschichte

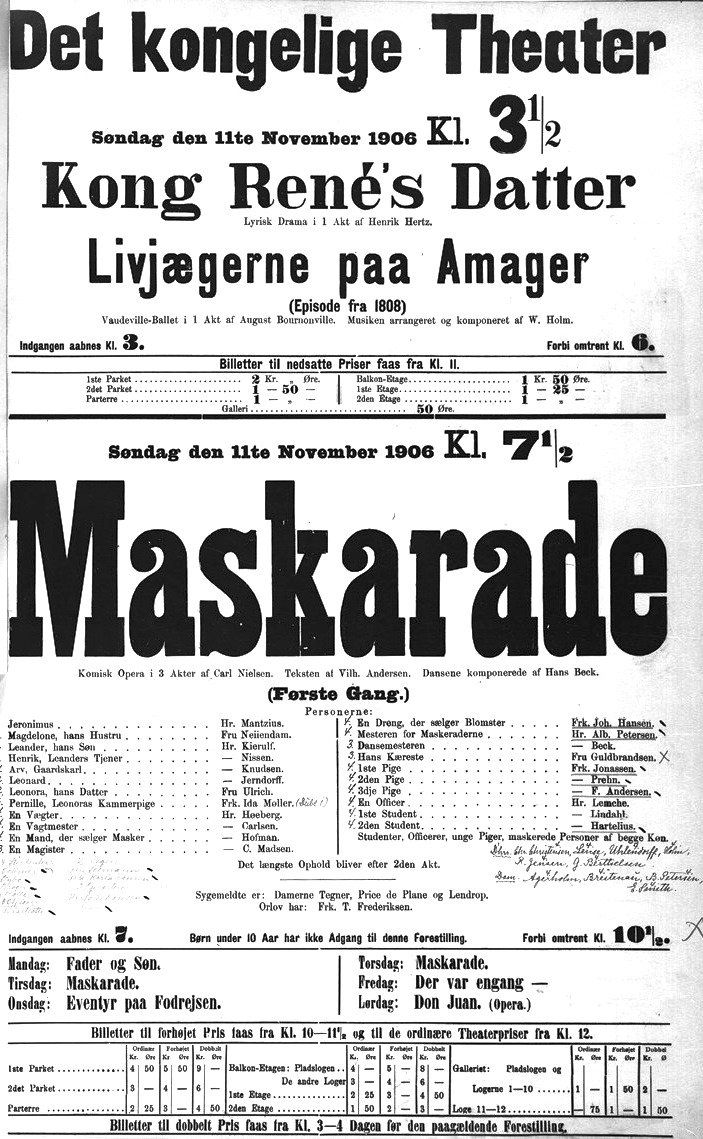
Poster der Uraufführung von 1906

Die Sänger der Uraufführung am 11. November 1906 in Kopenhagen waren Karl Mantzius (Jeronimus), Johanna Neijendam (Magdelone), Hans Kjerulf (Leander), Lars Knudsen (Arv), Peter Jerndorf (Leonard), Emilie Ulrich/Ingeborg Norregaard-Hansen (Leonora), Ida Møller/Margrethe Lindrop (Pernille) und Albert Petersen (Zeremonienmeister). Die szenische Erstaufführung des Stücks in Deutschland erfolgte erst 115 Jahre später, im Oktober 2021 an der Oper Frankfurt in einer Inszenierung von Tobias Kratzer.

## Diskographie
- 1954: Live-Mitschnitt einer konzertanten Aufführung in Kopenhagen mit dem Danish National Radio Symphony Orchestra und Chorus unter der Leitung von Launy Grøndahl. Sänger: Holger Byrding (Jeronimus), Ingeborg Steffensen (Magdelone), Thyge Thygesen (Leander), Einar Nørby (Henrik), Marius Jacobsen (Arv), Poul Wiedemann (Leonard), Ruth Guldbaek (Leonora), Eileen Margarethe Edlers (Pernille).[2]
- 1977: Studio-Aufnahme mit dem Danish National Radio Symphony Orchestra und Chorus unter der Leitung von John Frandsen. Sänger: Ib Hansen (Jeronimus), Gurli Plesner (Magdelone), Tonny Landy (Leander), Mogens Schmidt Johanson (Henrik), Christian Sörensen (Arv), Gert Bastian (Leonard), Edith Broderson (Leonora), Tove Hyldgaard (Pernille).[3]
- 1996: Studio-Aufnahme mit dem Danish National Radio Symphony Orchestra und Chorus unter der Leitung von Ulf Schirmer. Sänger: Aage Haughland (Jeronimus), Susanne Resmark (Magdelone), Gert Henning-Jensen (Leander), Bo Skovhus (Henrik), Mikael Kristénsen (Arv), Kurt Ravn (Leonard), Henriette Bonde-Hansen (Leonora), Marianne Rørholm (Pernille).[4]
- 2005: Live-Mitschnitt einer deutschen Fassung aus Bregenz (DVD) mit den Wiener Symphonikern und dem Moscow Chamber Chorus unter der Leitung von Ulf Schirmer in einer Inszenierung von David Pountney. Sänger: Günter Missenhardt (Jeronimus), Julia Juon (Magdelone), Daniel Kirch (Leander), Markus Brück (Henrik), Adrian Thompson (Arv), Ernst-Dieter Suttheimer (Leonard), Barbara Havemann (Leonora), Katharina Peetz (Pernille).[5]
- 2007: Aufnahme (CD und DVD) mit dem Royal Danisch Orchestra und Opera Choir unter der Leitung von Michael Schønwandt. Sänger: Stephen Milling, Susanne Resmark, Niels Jørgen Riis, Johan Reuter, Mogens Gert Hansen, Poul Elming, Gisela Stille, Hanne Fischer.[6]